# Imsil-gun
Imsil (hangul 임실군, hanja 任實郡) är en landskommun (gun) i den sydkoreanska provinsen Norra Jeolla.  Kommunen har 27 604 invånare (2020). Den administrativa huvudorten är Imsil-eup.
Kommunen är indelad i en köping (eup) och elva socknar (myeon):
Cheongung-myeon,
Deokchi-myeon,
Gangjin-myeon,
Gwanchon-myeon,
Imsil-eup,
Jisa-myeon,
Osu-myeon,
Samgye-myeon,
Seongsu-myeon,
Sindeok-myeon,
Sinpyeong-myeon och
Unam-myeon.